# UGM-27 Polaris
Polaris a fost o rachetă de croazieră cu lansare de pe submarin (SLBM) în două trepte, cu combustibil solid și cap de luptă termonuclear construită în timpul Războiului Rece de Lockheed pentru Marina militară a Statelor Unite. A fost concepută să fie o parte din contribuția marinei militare la forța de descurajare nucleară americană, înlocuind racheta de croazieră Regulus. Primul zbor a avut loc pe data de 7 ianuarie 1960 la Cape Canaveral.
Rachetele au fost de asemenea folosite pe submarinele Marinei Regale Britanice între 1968 și anii 1990. 
Polaris a fost înlocuită la US Navy de rachetele mai noi Poseidon începând cu 1972. În anii 1980 ambele au fost înlocuite de racheta Trident I.

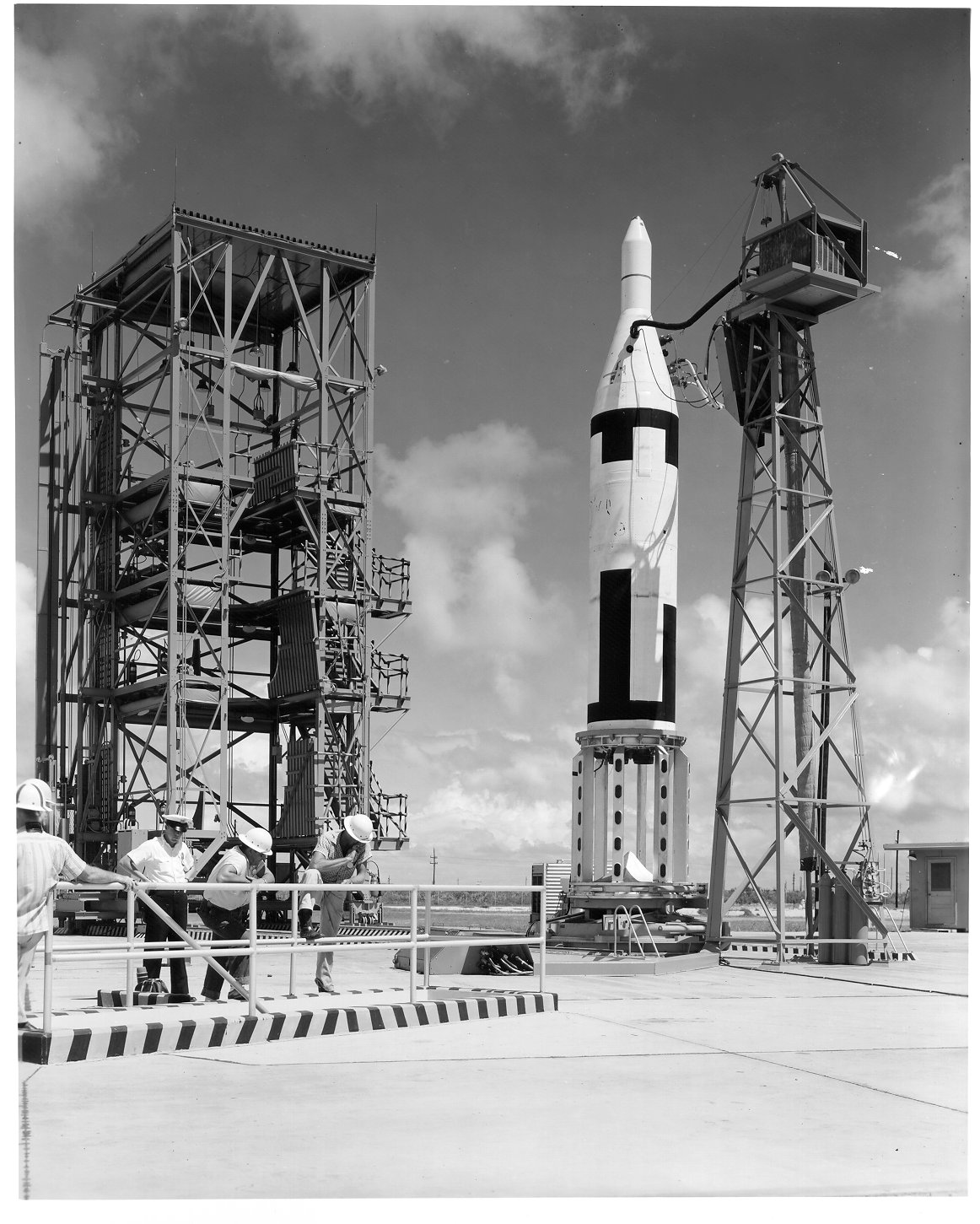
Polaris A-1
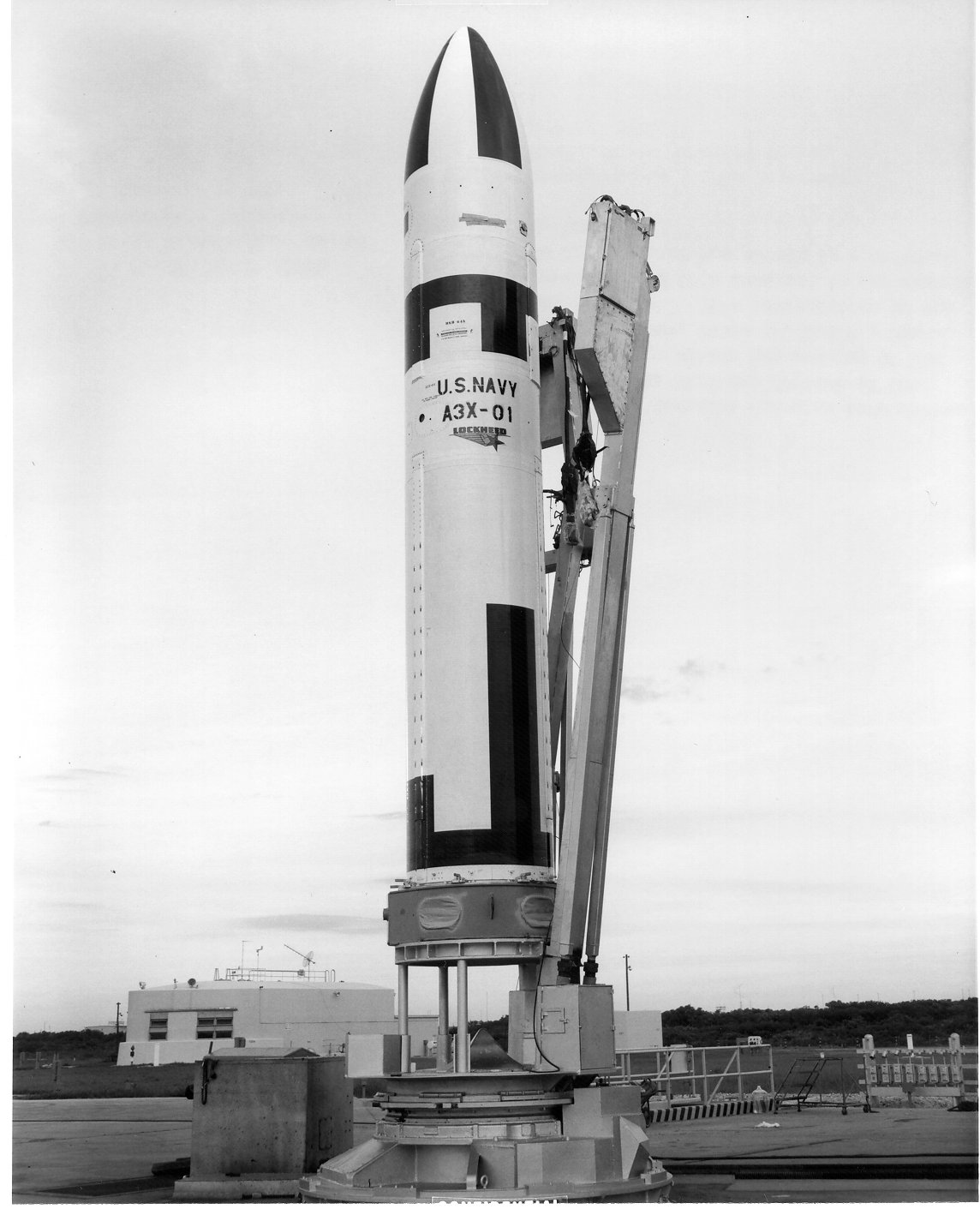
Polaris A-3